# Ehrenhausen
Ehrenhausen (slowenisch Ernovž) ist ein Ort in der Steiermark mit 1077 Einwohnern (Stand: 1. Jänner 2024). Er war namengebend für eine Marktgemeinde im Gerichtsbezirk bzw. Bezirk Leibnitz. Mit 1. Jänner 2015 wurde diese Gemeinde im Rahmen der steiermärkischen Gemeindestrukturreform mit den Gemeinden Berghausen, Ratsch an der Weinstraße und Retznei zusammengeschlossen, die neue Gemeinde führt den Namen Ehrenhausen an der Weinstraße.

## Geografie
Der Ort und Schloss Ehrenhausen liegen an der Mündung des Gamlitzbaches in die Mur in der südöstlichen Steiermark südlich von Leibnitz nahe der Grenze zu Slowenien auf 258 m ü. A.
Ehrenhausen besteht aus der einzigen, gleichnamigen Katastralgemeinde bzw. Ortschaft.
Von Graz ausgehend, kann man Ehrenhausen in etwa 45 bis 50 Minuten per Bahn mittels Regionalzug oder S-Bahn Richtung Spielfeld-Straß erreichen.
Ehrenhausen wird auch als Tor zur Südsteirischen Weinstraße bezeichnet.

### Nachbarorte
| Retznei | Vogau                                       |           |
| Gamlitz | Kompassrose, die auf Nachbargemeinden zeigt | Spielfeld |
|         | Berghausen und Ratsch an der Weinstraße     |           |

## Geschichte

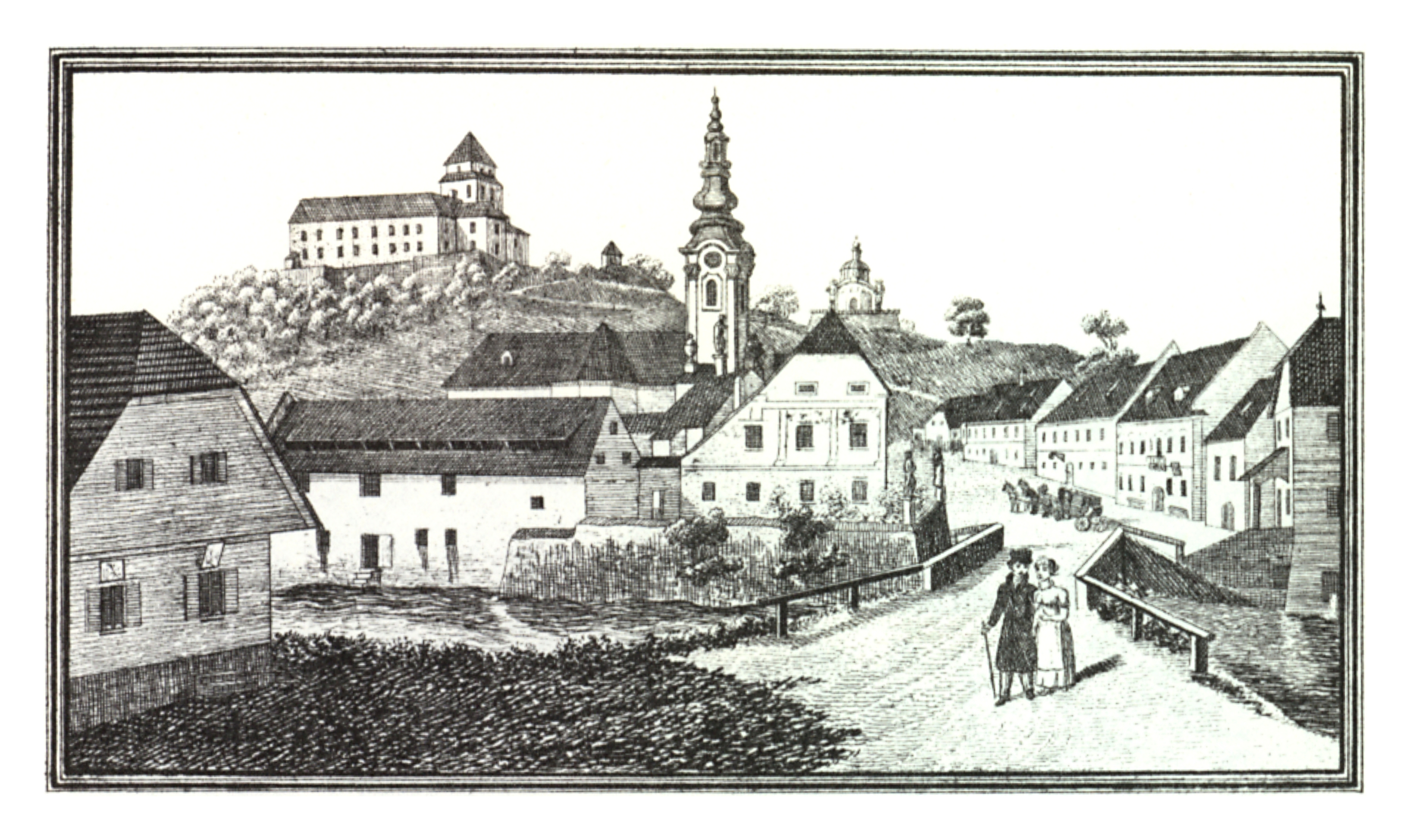
Schloss und Markt Ehrenhausen um 1820, Lith. J. F. Kaiser

Die Gegend um Ehrenhausen ist seit der Bronzezeit besiedelt. Vermutlich im 11. Jahrhundert errichteten die Grafen von Sponheim einen Wehrbau am Übergang über die Mur. Die Burg wurde bereits frühzeitig in den Befestigungsgürtel an der Grenze gegen die Ungarn einbezogen. Gleichzeitig hatte die Burg den Handelsweg an der Murebene ins Drautal und die Zugänge zum Gamlitztal und das Leutschachertal zu sichern. Im Schutz der Burg kam es frühzeitig zur Anlage einer Ansiedlung.
Durch Schenkung der Söhne von Graf Engelbert dem Älteren von Sponheim kam die Burg um 1100 in den Besitz des Klosters St. Paul in Kärnten. Erstmals wurde die Burg als Ernhus im Jahr 1240 in einer Schenkungsurkunde von Herzog Friedrich II. von Österreich genannt. Etwa um 1260 kam das Lehen über die Burg an Friedrich von Pettau, der seine Ritter als Burggrafen einsetzte. 1285 wird Ehrenhausen als Hovs Erenhovsen bezeichnet.
1267 wurden Herword der Ältere von Ehrenhausen und 1293 Herword der Jüngere von Ehrenhausen als Burggrafen eingesetzt. Im Jahr 1360 fiel das Lehen über die Burg an das Kloster St. Paul zurück. Herzog Rudolf IV. von Österreich verlieh dann das Kloster St. Paul und die Feste Ehrenhausen an seinen Bruder. Nach seinem Tod 1365 fiel der Besitz aber wieder an die Herren von Pettau zurück. Im Oktober 1437 belehnte dann Herzog Albrecht V. von Österreich erneut die Herren von Pettau mit Ehrenhausen. Nach dem Tod des letzten männlichen Pettauers ging das Lehen an seine Töchter Gräfin Anna von Schaunberg und Agnes von Stubenberg über.
Am 24. April 1543 musste Graf Georg von Schaunberg das Schloss und den Meiereihof an Christoph von Eggenberg aus der Radkersburger Linie der Eggenberger verkaufen. Dem Markt Ehrenhausen gestattete Ferdinand I. per Erlass vom 16. Juni 1556 die Abhaltung von zwei Jahrmärkten, ein Marktrichter wurde 1574 erstmals erwähnt. Im Jahr 1583 wütete die Pest in und um Ehrenhausen. Kaiser Ferdinand II. erhob Ehrenhausen 1624 zum Markt. In der Folgezeit wurde die Burg zum Schloss umgebaut.
1646 wechselten Markt und Schloss in den Besitz der Fürsten von Eggenberg aus der Grazer Linie. Am 19. April 1693 wurde das Mausoleum für Ruprecht von Eggenberg eingeweiht, an dem seit 1609 mit langen Pausen gebaut worden war. Nach langwierigen Verhandlungen zwischen der Herrschaft Ehrenhausen und dem bischöflichen Ordinariat kam es am 9. November 1749 zur Unterzeichnung eines Vertrages, gefertigt von Fürstin Maria Charlotte zu Eggenberg und dem Salzburger Erzbischof Leopold II. Freiherr von Firmian, über die Einrichtung einer eigenen Pfarre Ehrenhausen. Bereits ab 1751 wurde an Stelle einer kleinen Kirche aus dem 16. Jahrhundert die barocke Pfarr- und Wallfahrtskirche Schmerzhafte Mutter Maria gebaut. Die Herrschaft Ehrenhausen ging 1755 durch Erbschaft in den Besitz der Grafen von Leslie über. Im Jahr 1804 wurden die Grafen von Attems die Besitzer von Ehrenhausen. Seit dem 19. Jahrhundert wechselten dann häufig die Besitzer. Zwischen französischen Truppen und dem 2. Grazer Landwehr-Bataillon kam es bei Ehrenhausen 1809 zu einem Gefecht.
Die Aufhebung der Grundherrschaften erfolgte 1848. Die Ortsgemeinde als autonome Körperschaft entstand 1850. Zu dieser Zeit gab es in Ehrenhausen unter anderem einen Arzt, einen Wundarzt, ein Armeninstitut (Armenhaus), eine zweiklassige Volksschule und ein Wagenmeisteramt. Der Fürsterzbischof Theodor Kohn von Erzbistum Olmütz vermachte das Eggenberg’sche Mausoleum, das ihm elf Jahre bis zu seinem Tod 1915 gehört hatte, dem Land Steiermark. Sein Grabmonument befindet sich im Mausoleum.
Nach der Anschluss Österreichs kam die Gemeinde zum Reichsgau Steiermark. Von 1945 bis 1955 war sie Teil des britisch besetzten Nachkriegsösterreichs.

## Verkehr
An der Südbahn (Österreich) liegt die Haltestelle Ehrenhausen. Es halten Züge der S-Bahn Steiermark Linie S5 Richtung Graz bzw. Spielfeld-Straß, welche im Stundentakt verkehrt. Zur Hauptverkehrszeit wird der Intervall verdichtet.

## Kultur und Sehenswürdigkeiten

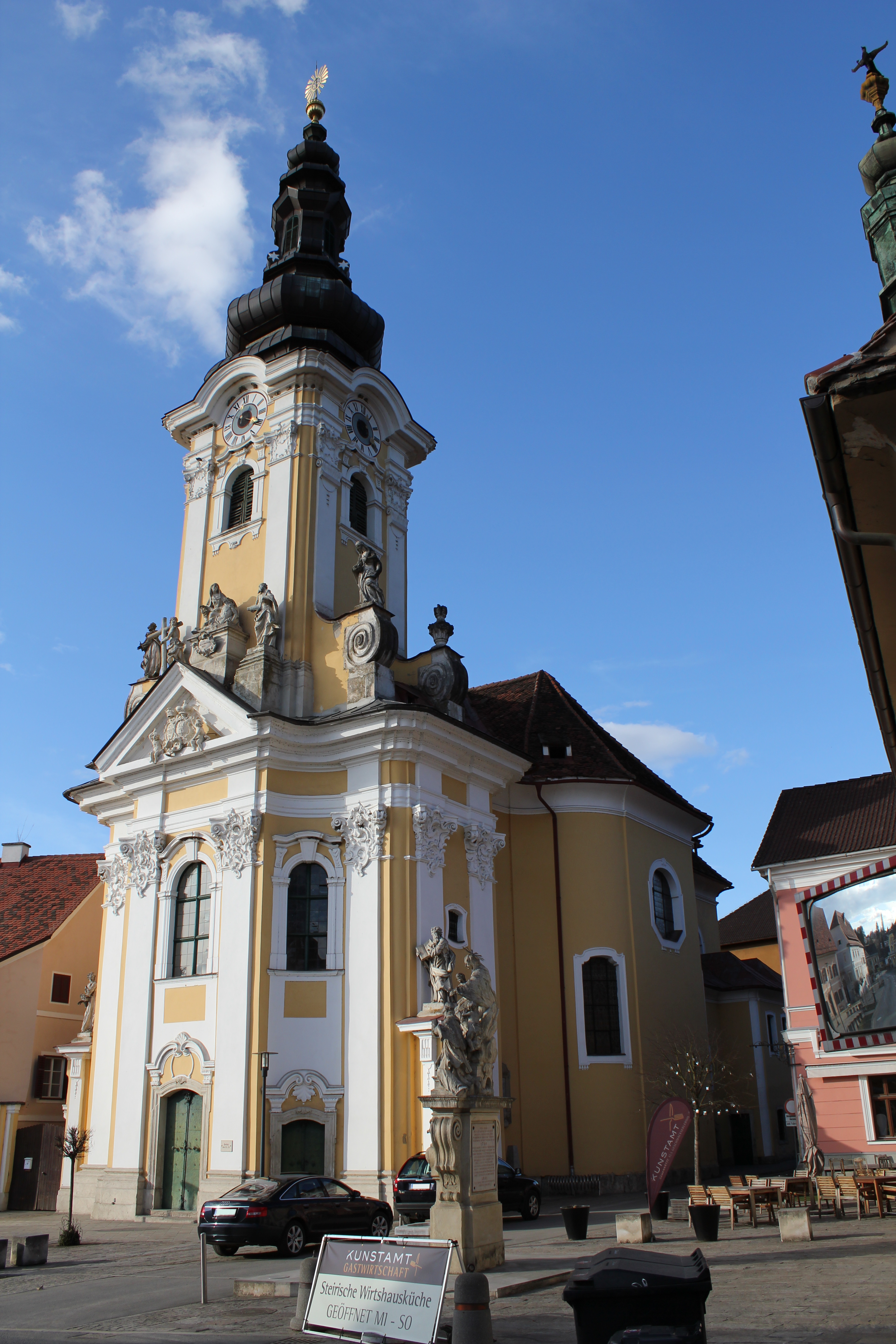
Pfarr- und Wallfahrtskirche Ehrenhausen

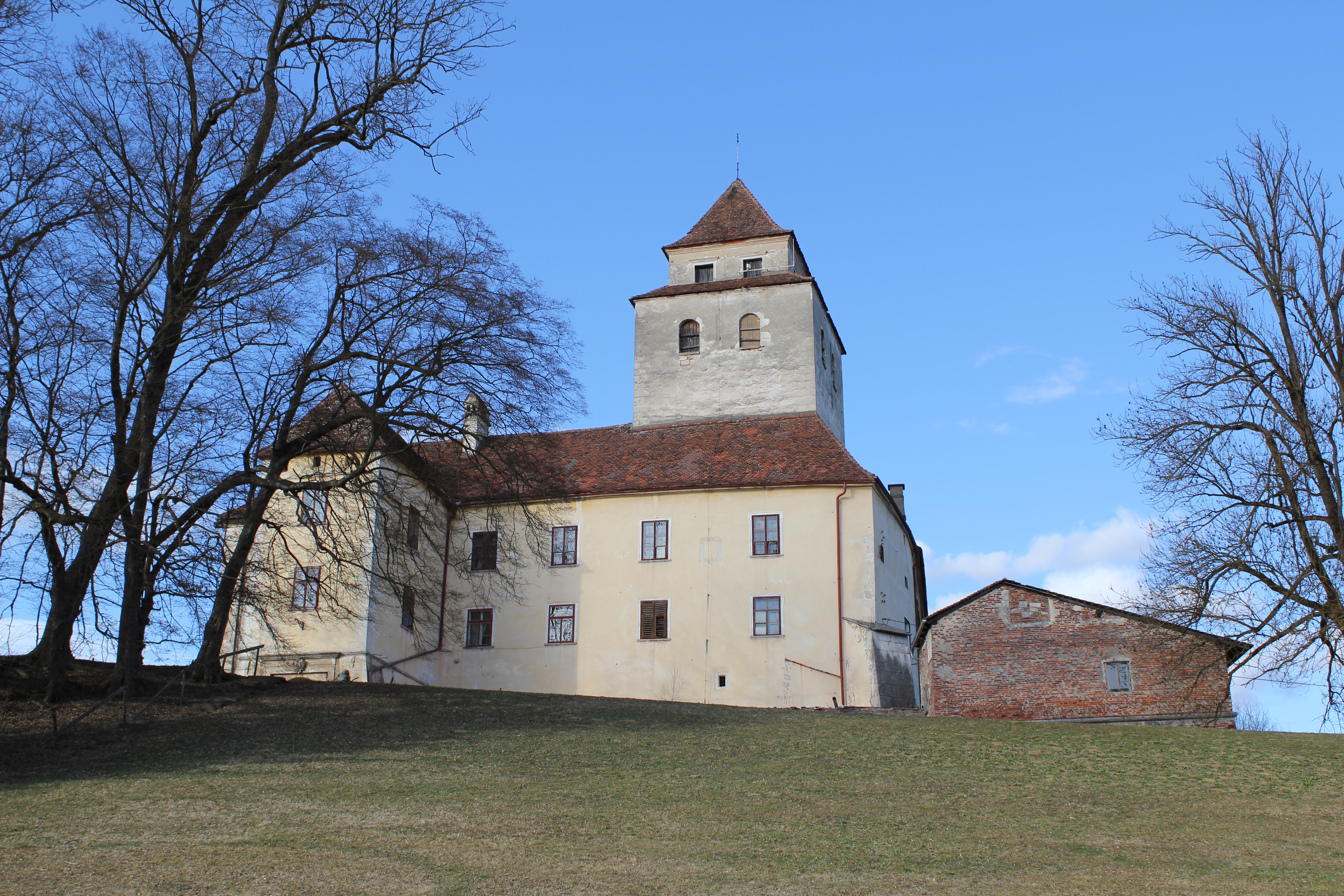
Schloss Ehrenhausen

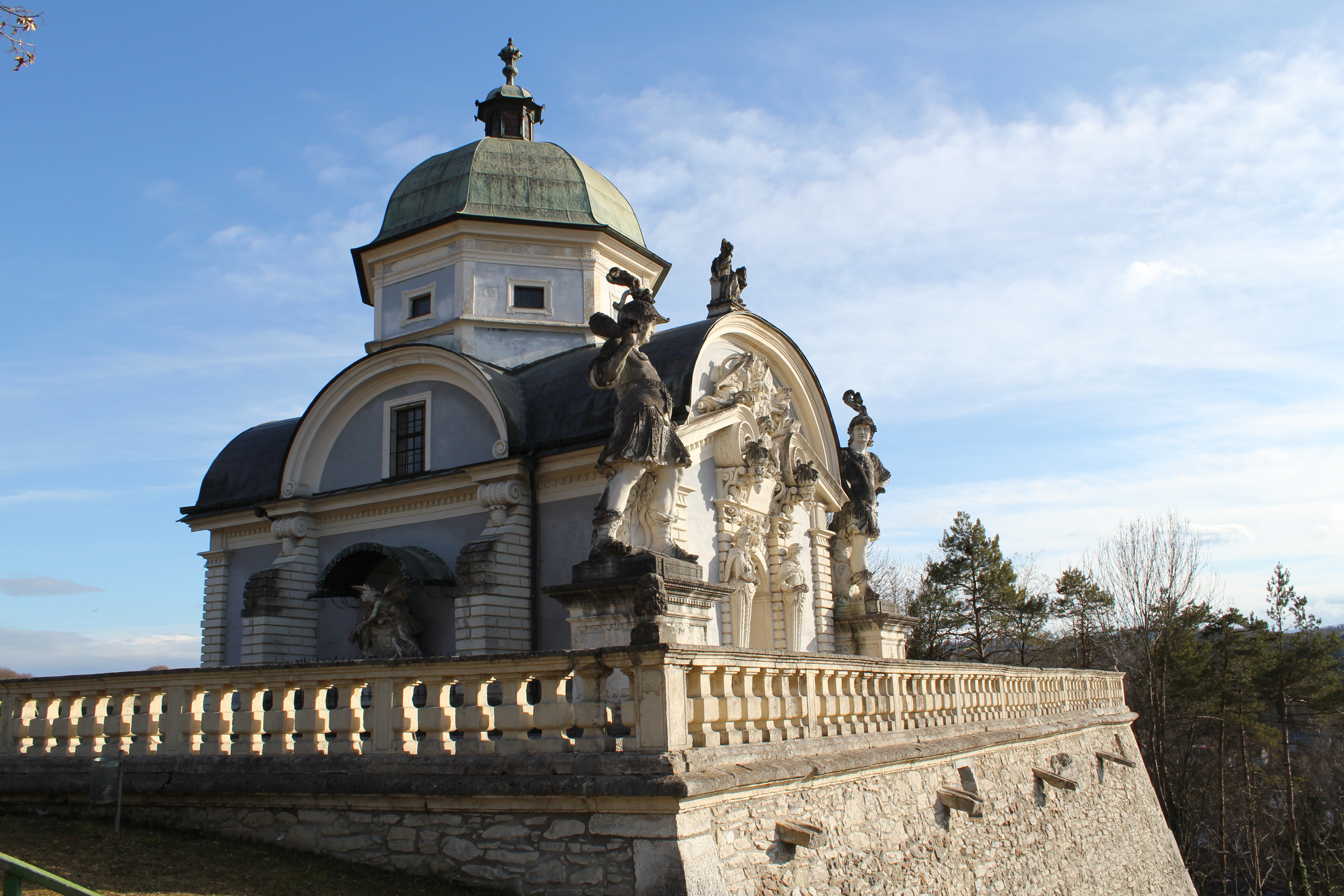
Mausoleum Ehrenhausen

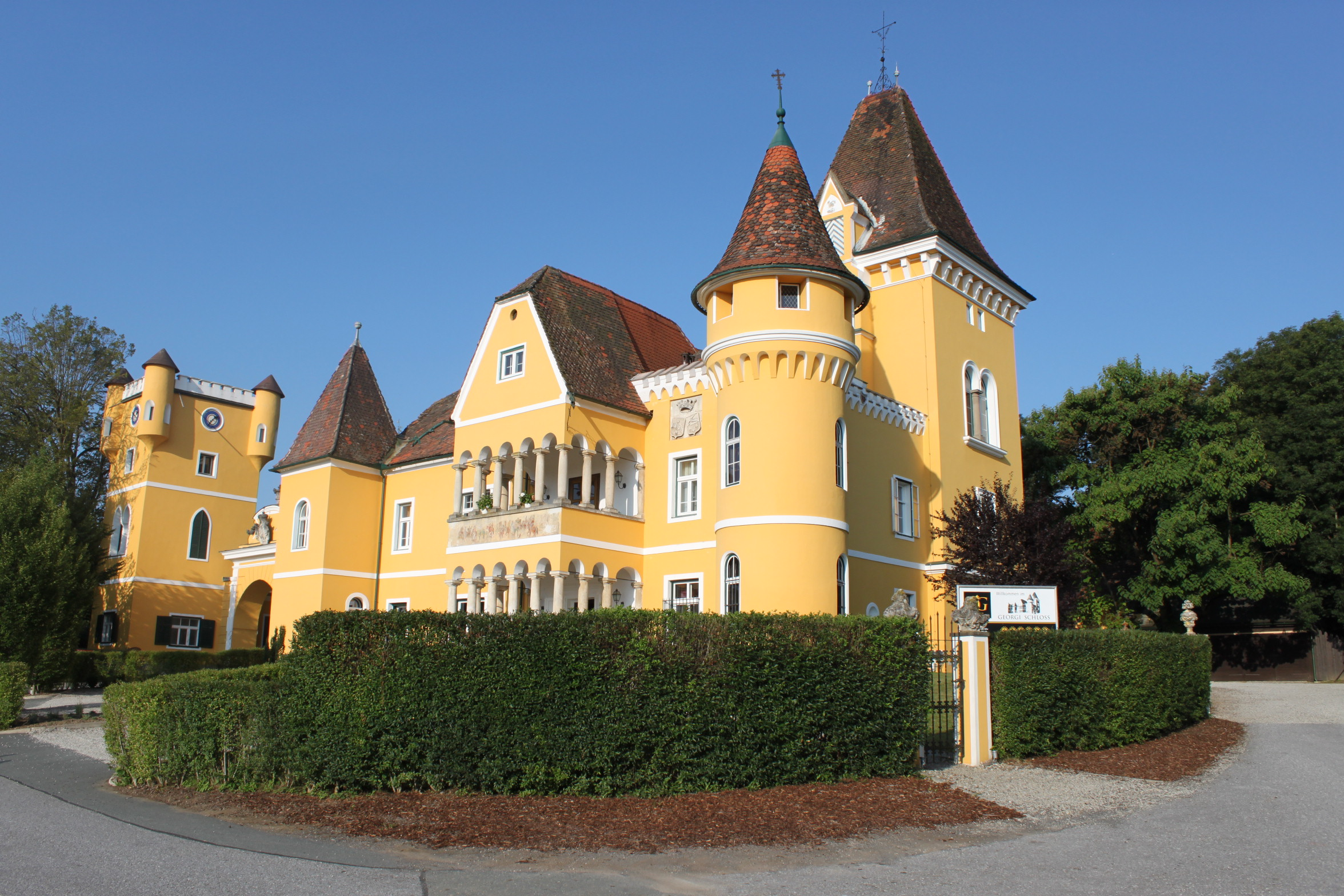
Georgi Schloss Ehrenhausen

- Schloss Ehrenhausen, 16. Jahrhundert (Teile aus dem 12. Jahrhundert), auf einem Hügel oberhalb des Ortes
- Mausoleum Ehrenhausen, erbaut zwischen 1609 mit Unterbrechungen bis zirka 1693, möglicherweise von Giovanni Pietro de Pomis geplant, zählt zu den Hauptwerken manieristischer Architektur in Österreich
- Georgi Schloss aus dem 19. Jahrhundert, auf der gegenüberliegenden Seite vom Schloss Ehrenhausen
- Katholische Pfarr- und Wallfahrtskirche Ehrenhausen Schmerzhafte Mutter Maria erbaut im Rokokostil in den Jahren 1752–1755

Der deutsche Reiseschriftsteller Johann Gottfried Seume gelangte auf seinem berühmten Spaziergang nach Syrakus im Jahre 1802 unter anderem nach Ehrenhausen, „einem ganz hübschen Städtchen das seinem Namen Ehre macht“.
Heute kommen die meisten Besucher aufgrund der Lage des Ortes an der Südsteirischen Weinstraße. Außerdem führt der Murradweg durch Ehrenhausen.

## Freizeit
Ehrenhausen liegt am 365 km langen Murradweg sowie am Südalpen-Weitwanderweg und ist auch Ziel des anspruchsvollen Welschlaufs (auf Marathon-Distanz müssen 1440 Höhenmeter überwunden werden).

## Wappen
Die Verleihung des Gemeindewappens erfolgte mit Wirkung vom 1. Mai 2005.

Blasonierung (Wappenbeschreibung):
„In Silber ein nach links auffliegender Rabe.“

## Persönlichkeiten

### Ehrenbürger
- 1977 Hannes Bammer (1922–2017), Landesrat
- 1981 Hans Gross (1930–1992), Landeshauptmann-Stellvertreter
- Peter Stauder (1940–2018), Lokalhistoriker

### Söhne und Töchter der Marktgemeinde
- Peter Trummer von Labitschburg (1804–1888), Jurist und Politiker, Mitglied des Reichstags 1848–1849
- Max de Crinis (1889–1945), Psychiater und Neurologe, SS-Standartenführer

### Mit Ehrenhausen verbundene Persönlichkeiten
- Ruprecht von Eggenberg (1546–1611), Feldherr
- Wolff von Eggenberg († 1615), Offizier
- Theodor Kohn (1845–1915), Erzbischof von Olmütz, Professor des Kirchenrechts
- Vinzenz Strohmaier (1890–1961), Schmiedemeister, Grundbesitzer und Bürgermeister
- Franz Kortschak (1908–1986), Politiker der ÖVP, Abgeordneter zum Nationalrat 1949–1959, Weinbauer